# فریتس اودمار
فریتس اودمار (انگلیسی: Fritz Odemar؛ ۱۳ ژانویهٔ ۱۸۹۰ – ۶ ژوئن ۱۹۵۵) یک هنرپیشه اهل آلمان بود. وی بین سال‌های ۱۹۲۷ تا ۱۹۵۵ میلادی فعالیت می‌کرد.
از فیلم‌ها یا برنامه‌های تلویزیونی که وی در آن نقش داشته است می‌توان به ام، بادبزن خانم ویندیرمیر، ۱۹۱۴، پیر گینت، سگ باسکرویل، ناک اوت اشاره کرد.